# پرچم سیتی لندن
پرچم سیتی لندن در ۳ فوریه ۲۰۱۴ پذیرفته شد.